# ريندر وير
ريندر وير (بالإنجليزية: Render Ware)‏ هو نظام داخلي يعمل كجزء من محرك لعبة الفيديو من تطوير كريتريون جيمز.

## وصلات خارجية
- RenderWare في أرشيف الإنترنت(أرشفت في  فبراير 10, 2007)
- Criterion Games
- RenderWare V2.1 API Reference